# Schwarzknopf-Höckerschildkröte

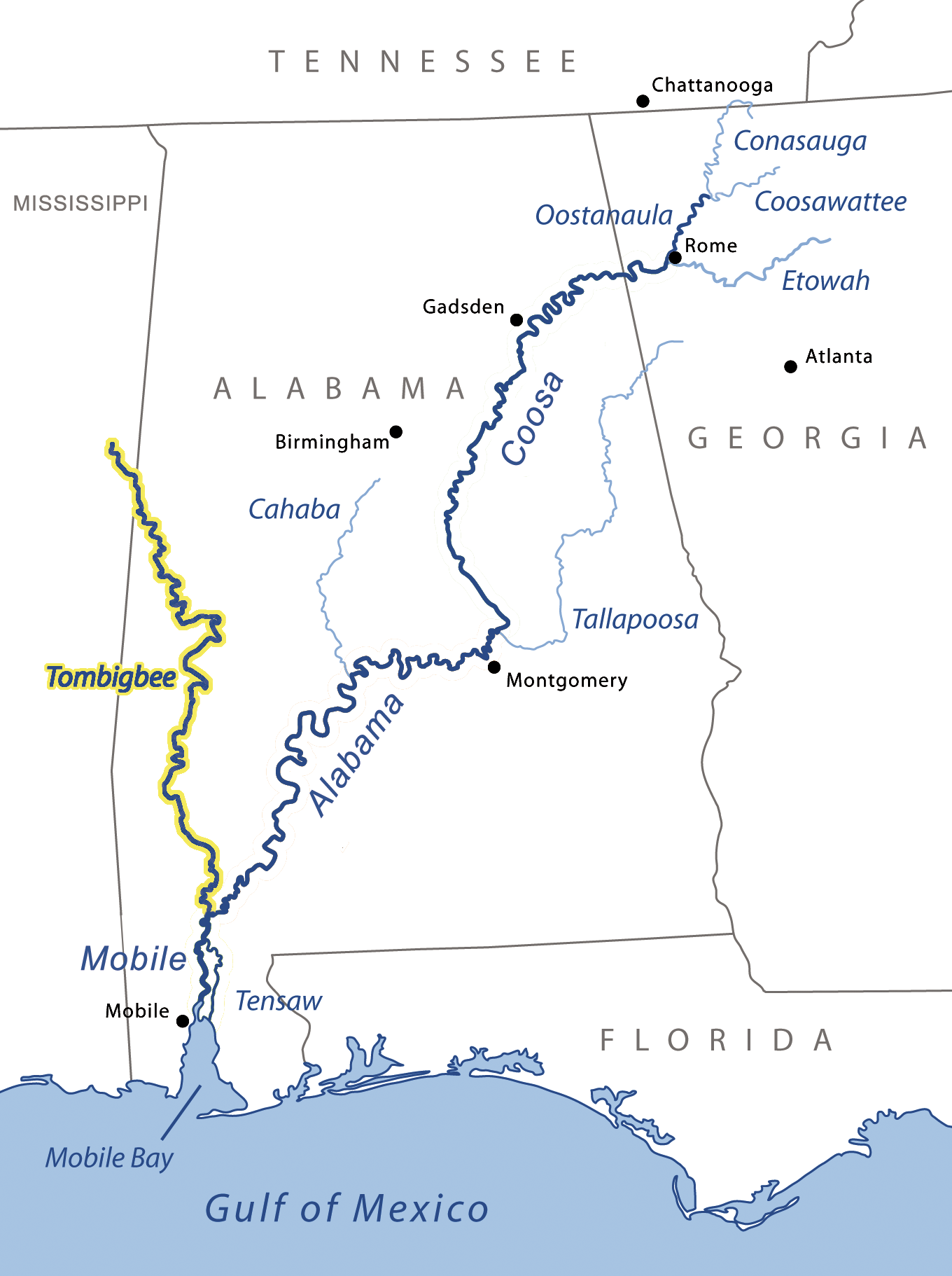
Flusssystem in Alabama, der Heimat der Schwarzknopf-Höckerschildkröte

Die Schwarzknopf-Höckerschildkröte (Graptemys nigrinoda) ist eine in Alabama und in kleinen Teilen von Mississippi beheimatete Art aus der Gattung der Höckerschildkröten, die zur Familie der Neuwelt-Sumpfschildkröten gehört.

## Erscheinungsbild
Die Schwarzknopf-Höckerschildkröte gehört zu den kleineren Schildkröten. Die Weibchen dieser Art werden mit 10 bis 19,1 Zentimetern Länge beinahe doppelt so groß wie die Männchen, die eine Länge von 7,5 bis 10 Zentimetern erreichen. Die Schwarzknopf-Höckerschildkröte hat einen charakteristisch ausgeprägten Carapax: Auf jedem Vertebralschild befindet sich ein „schwarzer Knopf“, besonders deutlich ausgeprägt sind diese auf dem zweiten und dritten Vertebralschild. Bei den Männchen treten diese Knöpfe deutlicher hervor als bei den Weibchen.
Der Carapax ist grün bis braun mit gelben Ringen oder Halbkreisen bedeckt. Der Plastron ist variabel gefärbt. Einige Exemplare haben kleine schwarze Muster, andere sind hauptsächlich pigmentiert.
Der Kopf der Schwarzknopf-Höckerschildkröte ist schmal mit gelben Streifen durchzogen. Zwei bis vier Kopfstreifen laufen zum Auge hin zusammen. Die Männchen haben sehr oft verlängerte Vorderkrallen, die eine Rolle im Balzverhalten spielen.

## Unterarten
Es sind zwei Unterarten der Schwarzknopf-Höckerschildkröte bekannt. Die Nominatform ist die Nördliche Schwarzknopf-Höckerschildkröte (Graptemys nigrinoda nigrinoda). Sie hat eine helle Haut und der Plastron ist gelb mit schwarzen Markierungen auf jedem Saum. 
Die Südliche Schwarzknopf-Höckerschildkröte (Graptemys nigrinoda delticola) wurde 1969 von Folkerts und Mount beschrieben. Sie hat eine dunklere Haut und die schwarzen Muster erreichen den Plastron und bedecken ihn weitläufig.

## Verbreitung und Lebensraum
Die Nördliche Schwarzknopf-Höckerschildkröte lebt in den Flüssen Alabama River, Tombigbee, Coosa, Black Warrior, Tallapoosa und Cahaba River. Schnellfließende Gewässer mit sandigem Grund sind die bevorzugten Lebensräume der Tiere.
Die Südliche Schwarzknopf-Höckerschildkröte lebt nur in den Flussläufen der Mobile Bay mit langsamer Strömung.

## Lebensweise
Die Schwarzknopf-Höckerschildkröte ist tagsüber bei ihren Sonnenbädern zu beobachten. Dabei sitzt sie auf  Wurzeln oder Ästen, die mit Wasser umgeben sind, aber auch Uferzonen werden genutzt, wenn eine Flut es nötig macht. Sie zeigt eine große Standorttreue und benutzt immer wieder dieselben Sonnenplätze, unter denen sie sich nachts häufig verbirgt.
Die Schwarzknopf-Höckerschildkröten verlassen nur zum Eierlegen die Flüsse. Sie sind sehr scheu und zeigen keine Versuche zu beißen.

## Ernährung
Die Schwarzknopf-Höckerschildkröten sind omnivor. Männchen fressen hauptsächlich aquatile Insekten, aber auch terrestrische Insekten werden nicht verschmäht, wenn sie in das Wasser fallen. Die Weibchen dagegen fressen auch pflanzliche Nahrung. Sowohl Schnecken als auch Süßwassermuscheln gehören auf den Speiseplan.
Bei den Südlichen Schwarzknopf-Höckerschildkröten wurde beobachtet, dass sie auch Rankenfußkrebse fressen. Dies ist ein Anzeichen dafür, dass die Tiere an der Grenze zum Salzwasserbereich in der Mobile Bay leben.

## Feinde
Waschbären und Fischreiher gehören zu den gefährlichsten Feinden für Gelege in der freien Natur. Otter und Watvögel sind für Jungtiere und Schlüpflinge eine Gefährdung. Vereinzelt fallen erwachsene Tiere Alligatoren zum Opfer.